# Kikepera raba
Kikepera raba är en mosse i landskapet Pärnumaa i sydvästra Estland. Den ligger i Paikuse kommun på gränsen till Kõpu kommun i landskapet Viljandimaa i öster och Tori kommun i norr. Den ligger 25 km öster om Pärnu och 120 km söder om huvudstaden Tallinn. Den avvattnas av ån Halliste jõgi.
Trakten ingår i den hemiboreala klimatzonen. Årsmedeltemperaturen i trakten är 3 °C. Den varmaste månaden är juli, då medeltemperaturen är 18 °C, och den kallaste är februari, med −11 °C.